# Pterygoplichthys multiradiatus
Pterygoplichthys multiradiatus (Птеригопліхт багаторядковий) — вид риб з роду Птеригопліхт родини Лорікарієві ряду сомоподібні.

## Опис
Загальна довжина сягає 50 см. Голова доволі велика, морда дещо витягнута. З боків проходять збільшені кісткові пластинки. Очі середнього розміру, розташовані у верхній частині голови. Рот нахилено донизу, являє собою своєрідну присоску. Тулуб кремезний, подовжений, вкрито кістковими пластинками. Спинний плавець великий та довгий. Жировий плавець маленький. Хвостове стебло звужується. Грудні плавці великі й довгі, трикутної форми. Черевні плавці коротше за грудні, проте ширші або такі ж самі. Анальний плавець маленький, більший за жировий. Хвостовий плавець витягнутий, з більш довгою нижньою лопаттю.
Забарвлення бежево-помаранчеве з поцяткованою головою. Уздовж тулуба проходять 9—11 неправильних рядків плям коричнево-чорного кольору. Плавці також плямисті. Молодь значно темніша, до чорного.

## Спосіб життя
Демерсальна риба. Зустрічається у річках та озерах, каналах з каламутною водою. Вдень ховається біля дна, поміж корчами. Активна вночі. Живиться водоростями, хробаками, личинками комах.
Нерест відбувається у сезон дощів. Під час нересту між самцями відбуваються запеклі сутички, що часто закінчуються загибеллю одного з суперників. Самець риє нору, в яку самиця відкладає ікру. Самець піклується про кладку.

## Розповсюдження
Мешкає переважно у басейні річки Оріноко. Крім того, розводиться в США, Мексиці, Пуерто-Рико, Індії, Бангладеш, Шрі-Ланці, Філіппінах, Гавайських островах, на Тайвані.